# Адміністративний поділ Бутану
Бутан поділений на чотири дзонгдеї (англ. dzongdey), до складу яких входять 20 дзонгхагів (дзонґ-ке རྫོ་ཁག།,англ. dzongkhag). Кожний дзонгхаг, у свою чергу, ділиться на гевоги (англ. gewog), які іноді об'єднані в дунгхаги (англ. dungkhag).

## Дзонгдеї
В 1988 році дзонгхаги Бутану були об'єднані в чотири дзонгдеї для створення проміжної ланки керування між дзонгхагами й державою.

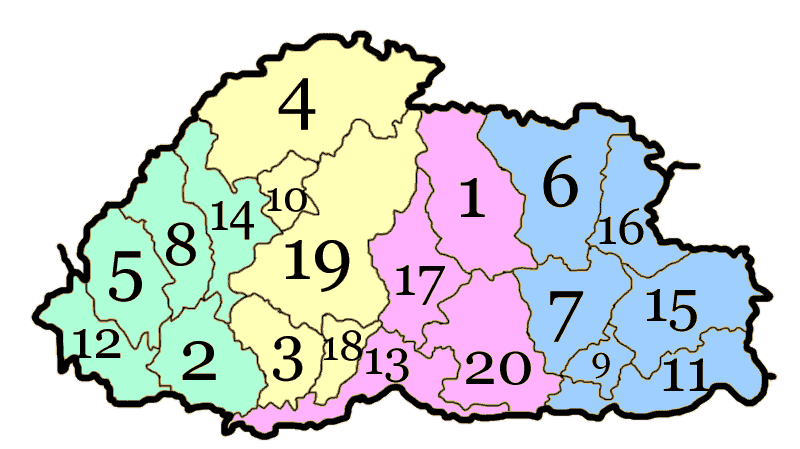
Адміністративний поділ Бутану

| Дзонгдей (зона) | Адм.центр | Площа км² | Чисельність населення 2005 | пит. вага | Кількість дзонгхагів |
| --------------- | --------- | --------- | -------------------------- | --------- | -------------------- |
| Західний        | Тхімпху   | 8345      | 281244                     | 33.7      | 5                    |
| Центральний     | Дампху    | 11023     | 88855                      | 8.1       | 5                    |
| Південний       | Гелепху   | 8499      | 89720                      | 10.6      | 4                    |
| Східний         | Монгар    | 10949     | 175163                     | 16.0      | 6                    |
| Бутан, всього   | Тхімпху   | 38816     | 634982                     | 16.4      | 20                   |

## Дзонгхаг
Дзонгхаг — «Фортечна провінція» (дзонґ-ке རྫོ་ཁག།, англ. Dzongkhag) — адміністративно-територіальна одиниця Бутану першого рівня підпорядкування. Провінції розділені на гевоги — «волості» (англ. gewogs). Деякі з великих провінцій мають один або більше проміжних підрозділів, так званих дунгхагів  — «повітів» (англ. dungkhag), які теж діляться на гевоги.

### Найменування дзонгхагів
| No. | Дзонгхаг         | Офіційне найменування (англ.) | Попередні або інші найменування (англ.)                                                 | дзонг-ке       | Романізація 1   | Дзонгдей    |
| --- | ---------------- | ----------------------------- | --------------------------------------------------------------------------------------- | -------------- | --------------- | ----------- |
| 1.  | Бумтанг          | Bumthang                      |                                                                                         | བུམ་ཐང་         | Bºumtha         | Південний   |
| 2.  | Чукха            | Chhukha                       | Chukha                                                                                  | ཆུ་ཁ་           | Chukha          | Західний    |
| 3.  | Дагана           | Dagana                        | Dhakana, Tagana, Daga                                                                   | དར་དཀར་ནང་     | Dºagana         | Центральний |
| 4.  | Гаса             | Gasa                          |                                                                                         | མགར་ས་         | Gâsa            | Центральний |
| 5.  | Хаа              | Haa                           | Ha                                                                                      | ཧད་ / ཧཱ་       | Hâ              | Західний    |
| 6.  | Лхунце           | Lhuentse                      | Lhuntshi, Lhuntsi, Lhuntse                                                              | ལྷུན་རྩེ་          | Lhüntsi         | Східний     |
| 7.  | Монгар           | Mongar                        | Monggar, Mongor                                                                         | མོང་སྒར་         | Mongga          | Східний     |
| 8.  | Паро             | Paro                          | Rinpung                                                                                 | སྤ་གྲོ་           | Paro            | Західний    |
| 9.  | Пемагацел        | Pema Gatshel                  | Pemagatsel, Pemagatshel                                                                 | པདྨ་དགའ་ཚལ་     | Pemagatshä      | Східний     |
| 10. | Пунакха          | Punakha                       | Punaka                                                                                  | སྤུ་ན་ཁ་         | Punakha         | Центральний |
| 11. | Самдруп-Джонгхар | Samdrup Jongkhar              | Samdrup, Samdrup Jongkha                                                                | བསཾ་གྲུབ་ལྗོངས་མཁར་ | Samdru Jongkha  | Східний     |
| 12. | Самце            | Samtse                        | Samchi                                                                                  | བསམ་རྩེ་         | Samtsi          | Західний    |
| 13. | Сарпанг          | Sarpang                       | Geylegphug, Gaylegphug, Gelephu (Sarbhang)                                              | གསར་སྦང་        | Sarbang         | Південний   |
| 14. | Тхімпху          | Thimphu                       | Tashi Chho Dzong, Thimbu                                                                | ཐིམ་ཕུག་         | Thimphu         | Західний    |
| 15. | Трашіганг        | Trashigang                    | Tashigang                                                                               | བཀྲ་ཤིས་སྒང་      | Trashigang      | Східний     |
| 16. | Трашіянгце       | Trashiyangtse                 | Tashi Yangtse, Trashi Yangtse, Trashiyangtsi, Trashiyangste                             | བཀྲ་ཤིས་གཡང་རྩེ་   | Trashi'yangtse  | Східний     |
| 17. | Тронгса          | Trongsa                       | Tongsa                                                                                  | ཀྲོང་གསར་        | Trongsa         | Південний   |
| 18. | Ціранг           | Tsirang                       | Chirang                                                                                 | རྩི་རང་          | Tsirang         | Центральний |
| 19. | Вангді-Пходранг  | Wangdue Phodrang              | Wangdi Phodrang, Andguphodang, Wangdue, Wangdue Phodrang, Wangdupotrang, Wangü-Phodrang | དབང་འདུས་ཕོ་བྲང་  | 'Wangdi Phodrºa | Центральний |
| 20. | Жемганг          | Zhemgang                      | Shemgang                                                                                | གཞལ་སྒང་        | Zhºämgang       | Південний   |

1 used by Dzongkha Development Authority (reflects pronunciation)

### Історія

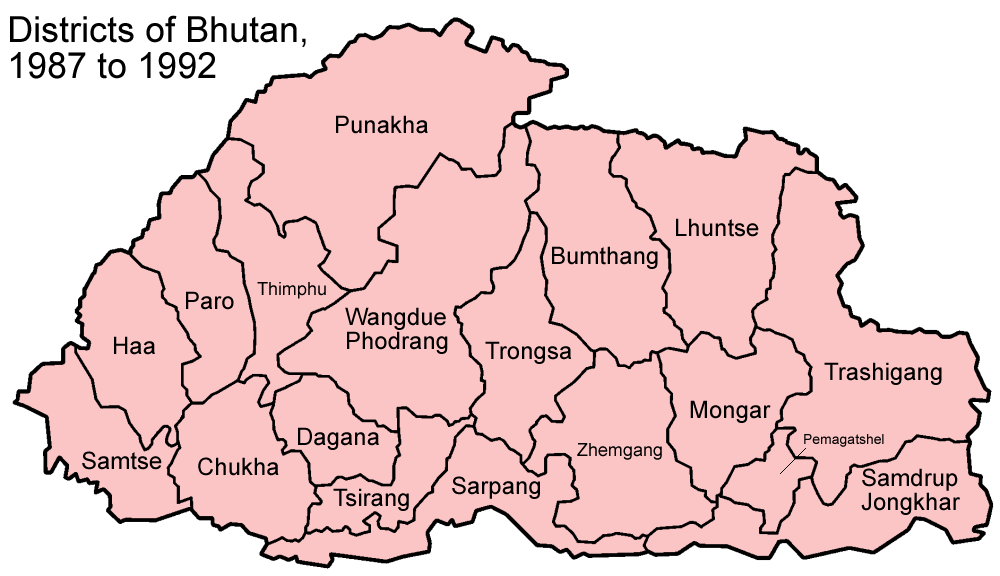
Адміністративний поділ Бутану з 1987 по 1992 рік (18 дзонгхагів — не було Трашіянгце та Гаса)

Раніше в Бутані було дев'ять районів: Бякар (англ. Byakar), Дук'є (англ. Dukye), Ха (англ. Ha), Паро (англ. Paro), Пунакха (англ. Punakha), Таґан (англ. Tagana), Тхімбу (англ. Thimbu), Тонгса (англ. Tongsa) і Вангді-Пходранг (англ. Wangdue Phodrang). Ці дев'ять районів очолювалися пенлопами (англ. penlops). Пізніше країна була розділена на дзонгхаги. У 1987 році територія дзонгхагу Гаса була розділена між дзонгхагами Пунакха та Тхімпху, а дзонгхаг Чукха був сформований з частин дзонгхагів Самце, Паро, і Тхімпху. У 1992 році дзонгхаг Гаса був виділений з дзонгхага Пунакха, а Трашіянгце був виділений з дзонгхага Трашіганг.

### Управління дзонгхагами
Кожен дзонгхаг очолюється головою адміністрації, званим дзонгдаг (англ. dzongdag). Спочатку дзонгдагипризначалися Королем Бутану, але з 1982 року вони призначаються Королівською комісією державної служби. Дзонгдаг управляє всім розвитком дзонгхага за допомогою своєї адміністрації. Йому допомагає дзонгреб (англ. dzongrab) (помічник голови адміністрації) у виконанні адміністративних дій. Dzongkhag Yargye Tshogchungs, які складаються з представників населення та адміністративних чиновників дзонгхага, допомагає дзонгдагу у виконанні його адміністративних дій. Дзонгдагу також допомагаютьгапи(англ. Gups), обрані відгевогів(англ. gewogs) дзонгхага. З ініціативи четвертого Короля Бутану Джігме Сінг'є Вангчук в 1981 році почався процес децентралізації уряду, який привів до формування The Dzongkhag Yargye Tshogchung (DYT) (англ.) (районних комітетів з розвитку) в кожному дзонгхагу. DYT кожного дзонгхага складається з чиновників дзонгхагів, глав та представників гевогів і дунгхагів.